# Гаскелл, Уолтер Холбрук
Уолтер Холбрук Гаскелл (1 ноября 1847, Неаполь — 7 сентября 1914, Грейт-Шелфорд) — английский физиолог.

## Биография
Родился Уолтер Гаскелл 1 ноября 1847 года в Неаполе. В 1878 году окончил Кембриджский университет, и вскоре после его окончания остался там работать и проработал всю свою жизнь.
Скончался 7 сентября 1914 года в Кембридже.

## Научные работы
Основные научные работы посвящены исследованию влияния симпатической нервной системы на деятельность сердца.
- Показал двухуровневое строение путей вегетативной нервной системы.
- Считал, что мышца сердца обеспечивает автоматизм сердечных сокращений, а нервные клетки регулируют её функциональное состояние (миогенная теория автоматизма сердца).
- Установил закон градиента сердца, согласно которому способность к автоматизму в сердечной мышце уменьшается по мере удаления от основания сердца.
- У холоднокровных обнаружил особый вид атипичной мышечной ткани.
- Для характеристики нарушений сердечной проводимости впервые ввёл термин «сердечный блок».
- Занимался вопросами эволюции животных.

## Членство в организациях
- Член Лондонского королевского общества (1882—1914).